# Lars-Olsatjärnen
Lars-Olsatjärnen är en sjö i Strömsunds kommun i Jämtland och ingår i Indalsälvens huvudavrinningsområde.